# علی دیا
علی دیا (انگلیسی: Ali Dia؛ زادهٔ ۲۰ اوت ۱۹۶۵) بازیکن فوتبال اهل سنگال است.
از باشگاه‌هایی که در آن بازی کرده‌است می‌توان به باشگاه فوتبال بلیث اسپارتانس، باشگاه فوتبال دیژون، باشگاه فوتبال گیتزهد، و باشگاه فوتبال ساوت‌همپتون اشاره کرد.او تا به حال چندین بار در لیست بدترین بازیکنان جهان در طول تاریخ قرار گرفته است.